# Liste de films français sortis en 1952
Listes de films français
- 1948
- 1949
- 1950
- 1951
- 1952
- 1953
- 1954
- 1955
- 1956

Liste non exhaustive de films français sortis en 1952

## 1952
| Titre                              | Réalisateur | Distribution                                                                                 | Genre                         | Notes            |
| ---------------------------------- | --- | -------------------------------------------------------------------------------------------- | ----------------------------- | ---------------- |
| Adieu Paris                        | Claude Heymann                                                                                                 | Françoise Arnoul, Henri Vilbert                                                              |                               |                  |
| Adorables Créatures                | Christian-Jaque                                                                                                | Daniel Gélin, Martine Carol Danielle Darrieux                                                | Comédie                       |                  |
| Agence matrimoniale                | Jean-Paul Le Chanois                                                                                           | Louis de Funès, Bernard Blier                                                                | Comédie dramatique            |                  |
| L'Agonie des aigles                | Jean Alden-Delos                                                                                               | Roger Pigaut, Charles Moulin Noël Roquevert                                                  | Drame                         |                  |
| Allô... je t'aime                  | André Berthomieu                                                                                               | Robert Lamoureux, Claude Farell Denise Grey                                                  | Comédie                       |                  |
| Les Amants maudits                 | Willy Rozier                                                                                                   | Danielle Roy, Robert Berri                                                                   | Policier                      |                  |
| L'Amour, Madame                    | Gilles Grangier                                                                                                | Arletty, François Périer                                                                     | Comédie                       |                  |
| L'amour n'est pas un péché         | Claude Cariven                                                                                                 | Robert Dhéry, Colette Brosset                                                                | Comédie                       |                  |
| L'Amour toujours l'amour           | Maurice de Canonge                                                                                             | Brigitte Auber, Jean Lefebvre                                                                | Comédie                       |                  |
| L'Anticoncept                      | Gil Joseph Wolman                                                                                              | -                                                                                            | Lettriste                     |                  |
| Au cœur de la Casbah               | Pierre Cardinal                                                                                                | Viviane Romance, Claude Laydu                                                                | Drame                         |                  |
| Avec André Gide                    | Marc Allégret                                                                                                  | Jean Desailly, Gérard Philipe (voix)                                                         | Documentaire                  |                  |
| Les Belles de nuit                 | René Clair | Gérard Philipe, Magali Vendeuil Martine Carol                                                | Comédie                       |                  |
| Bille de clown                     | Jean Wall | Jean Carmet, Jean Wall Claire Gérard                                                         | Comédie                       |                  |
| Brelan d'as                        | Henri Verneuil                                                                                                 | Raymond Rouleau, Michel Simon John van Dreelen                                               | 3 sketchs Policier            |                  |
| Buridan, héros de la tour de Nesle | Émile Couzinet                                                                                                 | Jacques Torrens, Clarisse Deudon                                                             | Aventure                      |                  |
| Casque d'Or                        | Jacques Becker                                                                                                 | Simone Signoret, Serge Reggiani Claude Dauphin                                               | Drame                         |                  |
| C'est arrivé à Paris               | Henri Lavorel John Berry                                                                                       | Henri Vidal, Evelyn Keyes                                                                    | Comédie                       |                  |
| Cet âge est sans pitié             | Marcel Blistène                                                                                                | Colette Darfeuil, André Alerme Jean Tissier                                                  | Comédie                       | film en couleurs |
| Le Chemin de Damas                 | Max Glass | Michel Simon, Antoine Balpêtré Maurice Teynac                                                | Drame                         |                  |
| Chicago-digest                     | Paul Paviot | Daniel Gélin, Anne Campion Michel Piccoli                                                    | Comédie                       | 28 min           |
| La Cité du midi                    | Jacques Baratier                                                                                               | Michel Simon (voix)                                                                          | Documentaire                  | 15 min           |
| Coiffeur pour dames                | Jean Boyer | Fernandel, Blanchette Brunoy                                                                 | Comédie                       |                  |
| Colette                            | Inconnu | -                                                                                            | Documentaire                  | 29 min           |
| Les Conquérants solitaires         | Claude Vermorel                                                                                                | Claire Mafféi, Alain Cuny                                                                    | Drame                         |                  |
| Le Costaud des Batignolles         | Guy Lacourt | Raymond Bussières, Annette Poivre Armand Bernard                                             | Comédie                       |                  |
| Le Crime du Bouif                  | André Cerf | Champi Fernand Fabre                                                                         | Comédie dramatique            |                  |
| Le Curé de Saint-Amour             | Émile Couzinet                                                                                                 | Jeanne Fusier-Gir, Frédéric Duvallès Pierre Larquey                                          | Comédie                       |                  |
| Dans la vie tout s'arrange         | Marcel Cravenne                                                                                                | Merle Oberon, Paul Henreid                                                                   | Comédie                       |                  |
| La Danseuse nue                    | Pierre-Louis                                                                                                   | Catherine Erard, Pierre Larquey Jean Debucourt                                               | Comédie                       |                  |
| La Demoiselle et son revenant      | Marc Allégret                                                                                                  | Robert Dhéry, Annick Morice                                                                  | Comédie                       |                  |
| Les Dents longues                  | Daniel Gélin                                                                                                   | Daniel Gélin, Danièle Delorme Jean Chevrier                                                  | Comédie dramatique            |                  |
| Les Deux Monsieur de Madame        | Robert Bibal                                                                                                   | Jean Parédès, Arlette Poirier Alice Tissot                                                   | Comédie                       |                  |
| Domenica                           | Maurice Cloche                                                                                                 | Odile Versois, Albert Dinan Jean-Pierre Kérien                                               | Drame                         |                  |
| Douze Heures de bonheur            | Gilles Grangier                                                                                                | Dany Robin, Georges Marchal Jean Tissier                                                     | Comédie dramatique            |                  |
| Drôle de noce                      | Léo Joannon | Julien Carette, Magali Vendeuil Mary Marquet                                                 | Comédie                       |                  |
| Duel à Dakar                       | Claude Orval                                                                                                   | Maurice Régamey, Pierre Cressoy, Lysiane Rey                                                 | Drame                         |                  |
| Le Duel à travers les âges         | Pierre Foucaud                                                                                                 | Louis Bugette, Philippe Hersent                                                              | Documentaire                  | 29 min           |
| Elle et Moi                        | Guy Lefranc | François Périer, Dany Robin Jean Carmet                                                      | Comédie                       |                  |
| Éternel espoir                     | Max Joly | Nicolas Amato, Michel Ardan Josée Ariel                                                      | drame                         |                  |
| Fanfan la Tulipe                   | Christian-Jaque                                                                                                | Gérard Philipe, Gina Lollobrigida Noël Roquevert, Olivier Hussenot                           | Aventure cape et épée         |                  |
| La Femme à l'orchidée              | Raymond Leboursier                                                                                             | Tilda Thamar, Georges Rollin Lucien Gallas                                                   | Policier                      |                  |
| Les femmes sont des anges          | Marcel Aboulker                                                                                                | Jacques Fabbri, Jeanne Fusier-Gir André Gabriello                                            | Comédie                       |                  |
| La Fête à Henriette                | Julien Duvivier                                                                                                | Dany Robin, Michel Auclair Michel Roux                                                       | Comédie                       |                  |
| La Fille au fouet                  | Jean Dréville                                                                                                  | Michel Simon, Gaby Morlay                                                                    | Drame                         |                  |
| La Forêt de l'adieu                | Ralph Habib | Françoise Arnoul, Jean-Claude Pascal Jean Carmet                                             | Comédie dramatique            |                  |
| Fortuné de Marseille               | Henri Lepage Pierre Méré                                                                                       | Luce Aubertin, Élisa Lamotte, Madeleine Lebeau                                               | Comédie                       |                  |
| Foyer perdu                        | Jean Loubignac                                                                                                 | Gaby Morlay, Aimé Clariond, Mary Marquet                                                     | Comédie                       |                  |
| Le Fruit défendu                   | Henri Verneuil                                                                                                 | Fernandel, Françoise Arnoul Raymond Pellegrin                                                | Comédie dramatique            |                  |
| La Fugue de monsieur Perle         | Pierre Gaspard-Huit Roger Richebé                                                                              | Noël-Noël, Arlette Poirier Marie Glory                                                       | Comédie                       |                  |
| Le Gantelet vert                   | Rudolph Maté                                                                                                   | Glenn Ford, Geraldine Brooks                                                                 | Film noir                     |                  |
| Grand Gala                         | François Campaux                                                                                               | Ludmila Tcherina, Yves Vincent Odile Versois                                                 |                               |                  |
| Le Grand Méliès                    | Georges Franju                                                                                                 | André Méliès, Eugénie Méliès                                                                 |                               | 31 min           |
| Grrr…                              | André Rigal | Bourvil                                                                                      | Animation fiction             |                  |
| L'Homme de ma vie                  | Guy Lefranc | Madeleine Robinson, Jeanne Moreau Jane Marken                                                | Drame                         |                  |
| Les Hommes de la nuit              | Henri Fabiani                                                                                                  | Serge Reggiani (voix)                                                                        | Documentaire                  | 33 min           |
| Le Huitième Art et la Manière      | Maurice Régamey                                                                                                | Georges de Caunes, Louis de Funès                                                            |                               |                  |
| Hurlements en faveur de Sade       | Guy Debord |                                                                                              | Lettriste                     |                  |
| Il est minuit, docteur Schweitzer  | André Haguet                                                                                                   | Pierre Fresnay, Raymond Rouleau Jean Debucourt                                               | Drame                         |                  |
| Ils sont dans les vignes           | Robert Vernay                                                                                                  | Line Renaud, Lucien Baroux Suzanne Dehelly                                                   | Comédie                       |                  |
| Je l'ai été trois fois             | Sacha Guitry                                                                                                   | Sacha Guitry, Bernard Blier Lana Marconi                                                     | Comédie                       |                  |
| Je sème à tout vent                | Pierre Kast | Jean Vilar (voix)                                                                            | documentaire                  | 25 min           |
| La Jeune Folle                     | Yves Allégret                                                                                                  | Danièle Delorme, Henri Vidal Nic Vogel                                                       | Drame                         |                  |
| Jeunes Filles                      | Armand Chartier                                                                                                | Maurice Biraud                                                                               | Fiction                       |                  |
| Jeux interdits                     | René Clément                                                                                                   | Brigitte Fossey, Georges Poujouly Lucien Hubert, Laurence Badie                              | Drame                         |                  |
| Jocelyn                            | Jacques de Casembroot                                                                                          | Simone Valère, Jean Vilar Jean Desailly                                                      | Drame                         |                  |
| Jour de peine                      | Victor Vicas                                                                                                   | Guy Mairesse, Lucien Blondeau                                                                | F. social                     |                  |
| Le Jugement de Dieu                | Raymond Bernard                                                                                                | Andrée Debar, Jean-Claude Pascal Pierre Renoir                                               | Drame                         |                  |
| Les loups chassent la nuit         | Bernard Borderie                                                                                               | Jean-Pierre Aumont, Carla Del Poggio Fernand Ledoux                                          | Espion                        |                  |
| Ma femme, ma vache et moi          | Jean Devaivre                                                                                                  | Erminio Macario, Irène Corday                                                                | Comédie                       |                  |
| La Maison dans la dune             | Georges Lampin                                                                                                 | Ginette Leclerc, Roger Pigaut Jean Chevrier                                                  | Drame                         |                  |
| Manon des sources                  | Marcel Pagnol                                                                                                  | Jacqueline Pagnol, Rellys Raymond Pellegrin                                                  | Drame                         |                  |
| Massacre en dentelles              | André Hunebelle                                                                                                | Raymond Rouleau, Anne Vernon John Kitzmiller                                                 | Comédie policière             |                  |
| Milady et les Mousquetaires        | Vittorio Cottafavi                                                                                             | Rossano Brazzi, Yvette Lebon                                                                 | Aventure                      |                  |
| La Minute de vérité                | Jean Delannoy                                                                                                  | Jean Gabin, Michèle Morgan Daniel Gélin                                                      | Drame                         |                  |
| Mon curé chez les riches           | Henri Diamant-Berger                                                                                           | Yves Deniaud, Lysiane Rey Robert Arnoux                                                      | Comédie dramatique            |                  |
| Monsieur Leguignon lampiste        | Maurice Labro                                                                                                  | Yves Deniaud, Jane Marken Bernard Lajarrige                                                  | Comédie                       |                  |
| Monsieur Taxi                      | André Hunebelle                                                                                                | Michel Simon, Claire Olivier Roland Alexandre                                                | Comédie dramatique            |                  |
| Nez de cuir                        | Yves Allégret                                                                                                  | Jean Marais, Françoise Christophe Jean Debucourt                                             | Drame                         |                  |
| Nous irons à Monte-Carlo           | Jean Boyer | Philippe Lemaire, Audrey Hepburn Marcel Dalio                                                | Comédie Musique               |                  |
| Nous sommes tous des assassins     | André Cayatte                                                                                                  | Marcel Mouloudji, Raymond Pellegrin Antoine Balpêtré                                         | Drame                         |                  |
| Olympia 52                         | Chris Marker                                                                                                   | -                                                                                            | Documentaire Sport            |                  |
| Ouvert contre X                    | Richard Pottier                                                                                                | Yves Deniaud,Yves Vincent Élina Labourdette                                                  | Drame                         |                  |
| Paris chante toujours              | Pierre Montazel                                                                                                | Lucien Baroux, Clément Duhour Madeleine Lebeau                                               | Comédie Film musical          |                  |
| Le Petit Monde de don Camillo      | Julien Duvivier                                                                                                | Fernandel Gino Cervi                                                                         | Comédie                       |                  |
| Les Petites Filles modèles         | Éric Rohmer | Josette Sinclair, Josée Doucet                                                               |                               | inachevé         |
| Piédalu fait des miracles          | Jean Loubignac                                                                                                 | Ded Rysel, Mary Marquet Félix Oudart                                                         |                               |                  |
| Le Plaisir                         | Max Ophüls | Claude Dauphin, Jean Gabin Danielle Darrieux                                                 | Comédie dramatique            |                  |
| Plaisirs de Paris                  | Ralph Baum | Roland Alexandre, Geneviève Page Lucien Baroux                                               | Drame                         |                  |
| Le Plus Heureux des hommes         | Yves Ciampi | Fernand Gravey, Maria Mauban Jean-Claude Pascal                                              | Comédie                       |                  |
| Poil de Carotte                    | Paul Mesnier                                                                                                   | Raymond Souplex, Germaine Dermoz                                                             | Drame                         |                  |
| Procès au Vatican                  | André Haguet                                                                                                   | France Descaut, Suzanne Flon Jean Debucourt                                                  | Drame                         |                  |
| La Putain respectueuse             | Charles Brabant Marcello Pagliero                                                                              | Louis de Funès, Barbara Laage Ivan Desny                                                     | Drame                         |                  |
| Les Quatre Sergents du Fort Carré  | André Hugon | François Patrice, Jean Carmet Jean Gaven                                                     | Aventure                      |                  |
| Rayés des vivants                  | Maurice Cloche                                                                                                 | Daniel Ivernel, Marthe Mercadier Albert Dinan                                                | Drame                         |                  |
| Rendez-vous à Grenade              | Richard Pottier                                                                                                | Luis Mariano, Nicole Maurey Jean Tissier                                                     | Musique                       |                  |
| Les Révoltés du Danaé              | Georges Péclet                                                                                                 | Robert Berri, Zina d'Harcourt (Zina Rachevsky), Jean Lara                                    | Drame                         |                  |
| Le Rideau rouge                    | André Barsacq                                                                                                  | Michel Simon, Pierre Brasseur                                                                | Drame                         |                  |
| Saint-Tropez, devoir de vacances   | Paul Paviot | Michel Piccoli, Éléonore Hirt                                                                | Documentaire                  | 23 min           |
| Le Secret d'une mère               | Jean Gourguet                                                                                                  | Blanchette Brunoy, André Le Gall                                                             | Drame                         |                  |
| Les Sept Péchés capitaux           | Eduardo De Filippo Jean Dréville Yves Allégret Carlo Rim Roberto Rossellini Claude Autant-Lara Georges Lacombe | Isa Miranda Noël-Noël Viviane Romance Henri Vidal Andrée Debar Michèle Morgan Gérard Philipe | Comédie dramatique 7 sketches |                  |
| Sergil chez les filles             | Jacques Daroy                                                                                                  | Paul Meurisse, Claudine Dupuis Albert Dinan                                                  | Policier                      |                  |
| Seuls au monde                     | René Chanas | Madeleine Robinson René Lefèvre Louis Seigner                                                | Comédie dramatique            |                  |
| Si ça vous chante                  | Jacques Loew                                                                                                   | Pierre Dudan, Joëlle Bernard                                                                 | Comédie musicale              |                  |
| Son dernier Noël                   | Jacques Daniel-Norman                                                                                          | Tino Rossi, Claude May Louis Seigner                                                         | Mélodrame                     |                  |
| Les Surprises d'une nuit de noces  | Jean Vallée | André Claveau, Jacqueline Porel Georgette Plana                                              | Comédie                       |                  |
| Torticola contre Frankensberg      | Paul Paviot | Véra Norman, Roger Blin François Patrice                                                     | Comédie                       | 36 min           |
| Trois Femmes                       | André Michel                                                                                                   | Jacques Duby, Moune de Rivel Julien Verdier                                                  | Comédie dramatique Sketches   |                  |
| Trois Vieilles Filles en folie     | Émile Couzinet                                                                                                 | Armand Bernard, Pierre Larquey Maximilienne                                                  | Comédie                       |                  |
| Le Trou normand                    | Jean Boyer | Bourvil, Jane Marken Brigitte Bardot                                                         | Comédie                       |                  |
| Un jour avec vous                  | Jean-René Legrand                                                                                              | André Claveau, Jean Tissier, Véra Norman                                                     | Comédie musicale              |                  |
| Un jour comme les autres           | Georges Rouquier                                                                                               | Jacques Marin, Jacqueline Gaudin Louis Bugette                                               | Documentaire                  | 32 min           |
| Une enfant dans la tourmente       | Jean Gourguet                                                                                                  | Blanchette Brunoy, Gérard Landry Jacqueline Pierreux                                         | Drame                         |                  |
| Une fille sur la route             | Jean Stelli | Georges Guétary, Liliane Bert Jean Lefebvre                                                  | Comédie Film musical          |                  |
| Valse dans la nuit                 | Erich Engel | Michel Auclair                                                                               |                               |                  |
| La Vérité sur Bébé Donge           | Henri Decoin                                                                                                   | Jean Gabin Danielle Darrieux                                                                 | Drame                         |                  |
| La Vie de Jésus                    | Marcel Gibaud                                                                                                  | Maria Casarès                                                                                | Documentaire                  |                  |
| La Villa Santo Sospir              | Jean Cocteau                                                                                                   | Jean Cocteau, Édouard Dermithe Francine Weisweiller                                          |                               | 36 min           |
| Violettes impériales               | Richard Pottier                                                                                                | Luis Mariano, Carmen Sevilla Simone Valère                                                   | Opérette                      |                  |